# HMS Shannon (1906)
Pour les autres navires du même nom, voir HMS Shannon.
Le HMS Shannon était un croiseur cuirassé de classe Minotaur construit pour la Royal Navy au milieu des années 1900. Avant la Première Guerre mondiale, elle a servi dans la Home Fleet, généralement en tant que navire amiral d'une escadres de croiseurs. Le navire est resté avec la Grand Fleet pendant toute la guerre, mais n'a participé qu'à une seule bataille, la bataille du Jutland en mai 1916. Le Shannon a passé la majeure partie de la guerre à patrouiller sans succès dans la mer du Nord à la recherche de navires de guerre allemands et de raiders commerciaux. Il a été retiré du service en 1919 et vendue à la ferraille en 1922.

## Description
La Shannon déplaçait 14 600 long tons (14 833,6 t) tel que construite et 16 630 long tons (16 896,08 t) à pleine charge. Le navire avait une longueur totale de 519 pieds (158,2 m), un maître-bau de 75 pieds et un tirant d'eau de 26 pieds (7,9 m). Il était 1 pieds (0,3 m) plus large et son tirant d'eau d'un pied de moins que ses sister-ships dans le but de le rendre plus rapide. La Shannon était propulsée par une paire de machines à vapeur à triple expansion à quatre cylindres, chacune entraînant un arbre, utilisant la vapeur fournie par 24 chaudières à tubes d'eau Yarrow. Les moteurs ont été conçus pour atteindre un total de 27 000 chevaux (20 000 kW) et étaient destinés à donner une vitesse maximale de 23 nœuds ( Unité «  » inconnue du modèle {{Conversion}}.). La Shannon s'est avérée être le navire le plus lent de la classe ; lors de ses essais en mer le 3 décembre 1907, ses moteurs atteignirent 29644 chevaux, mais il n'a atteint qu'une vitesse de 22,592 nœuds ( Unité « 1 » inconnue du modèle {{Conversion}}.) Le navire transportait un maximum de 2 060 long tons (2 092,96 t) de charbon et 750 long tons (762 t) de mazout pulvérisé sur le charbon pour augmenter son taux de combustion. À pleine capacité, il pouvait parcourir 8 150 milles marins ( Unité «  » inconnue du modèle {{Conversion}}.) à une vitesse de 10 nœuds ( Unité «  » inconnue du modèle {{Conversion}}.). La Shannon a été conçue pour transporter 779 officiers et hommes enrôlés, mais avait un effectif de 819 hommes en 1908 et 842 en 1912.
L'armement principal du navire se composait de quatre canons de 9,2 pouces BL Mk XI (en) dans deux tourelles jumelées, une à l'avant et à l'arrière. Son armement secondaire de dix canons de 7,5 pouces BL Mk II (en) était monté au milieu du navire dans des tourelles simples. La défense anti-torpilleurs était assurée par seize canons de 12 livres QF 18 cwt (en). La Shannon possède également tubes lance-torpilles immergés de 17,7 pouces, dont l'un était monté à l'arrière.
La ceinture blindée se composait de 6 pouces ( Unité « 0 » inconnue du modèle {{Conversion}}.) de blindage cimenté Krupp à peu près entre les tourelles de canon de 7,5 pouces avant et arrière, mais a été réduit par étapes à trois pouces jusqu'aux extrémités du navire. Les tourelles et les barbettes étaient protégées par 6 à 8 pouces de blindage. L'épaisseur du pont inférieur était de 1,5 à 2 pouces. Le blindage du château était de 10 pouces ( Unité « 0 » inconnue du modèle {{Conversion}}.) d'épaisseur.

## Construction et carrière

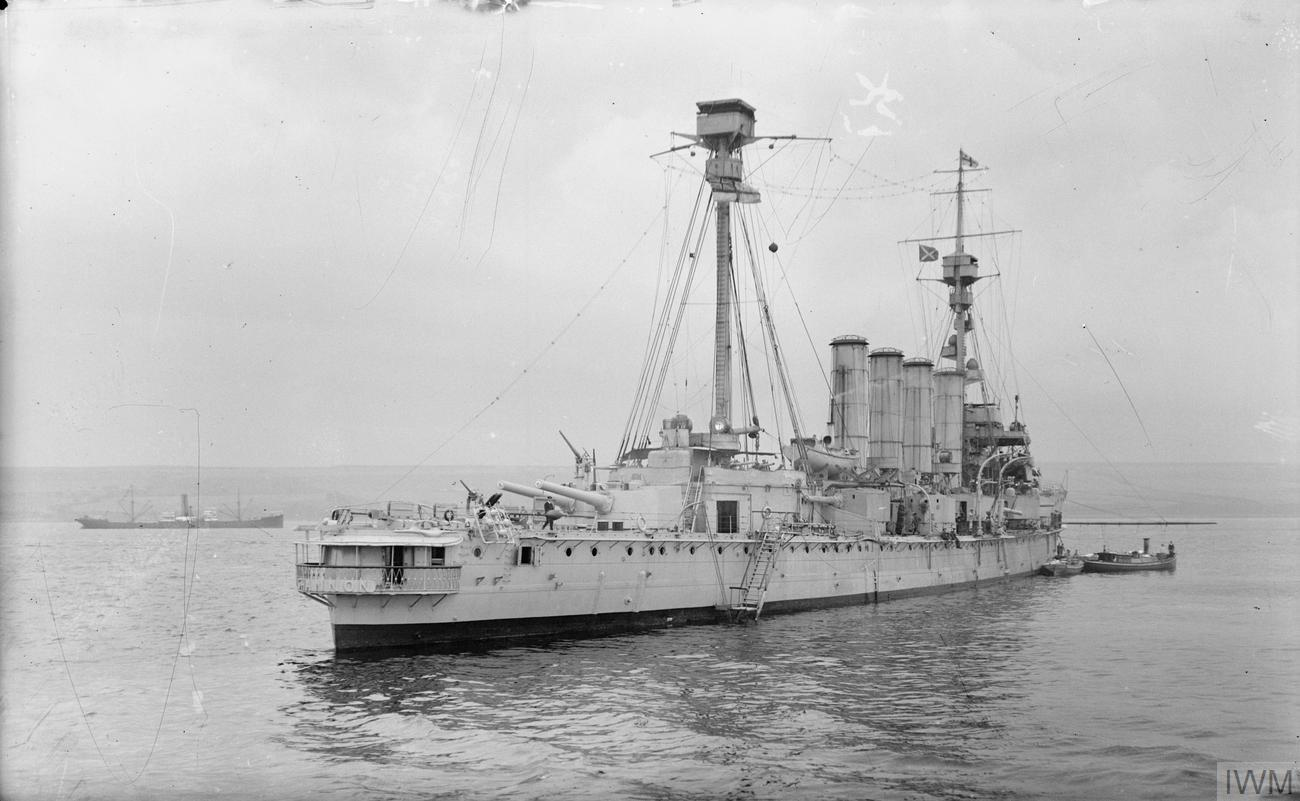
Le Shannon après que ses cheminées aient été allongées.

Le Shannon a été commandé dans le cadre du programme de construction navale 1904–05 comme l'un des trois croiseurs cuirassés de classe Minotaure. II a été couchée le 2 janvier 1905 à Chatham Dockyard. Le navire a été baptisé le 27 avril 1907 par Lady Carrington et mis en service le 19 mars 1908. au coût de 1 415 135 £. Lors de son aménagement à Portsmouth, le Shannon a été accidentellement heurtée le 5 décembre 1907 par le cuirassé Prince George qui s'était détaché de son mouillage ; les deux navires n'ont été que légèrement endommagés.
Lors de la mise en service, le navire est devenu le navire amiral du 5e escadron de croiseurs de la flotte domestique et a ensuite été transféré au 2e escadron de croiseurs en tant que navire privé lorsque la flotte s'est réorganisée en avril 1909. Elle devint le navire amiral de son escadron le 1er mars 1910 et fit une visite au port de Torbay en janvier 1911. Le Shannon a été relevé de ses fonctions de navire amiral par le croiseur de guerre Indomitable le 5 mars 1912 et a été transféré au 3e escadron de croiseurs en tant que navire amiral de cet escadron. En janvier 1914, il relève Indomitable en tant que vaisseau amiral du 2nd Cruiser Squadron lors d'exercices au large de la côte nord-ouest de l'Espagne. Le mois suivant, le Shannon, avec le 1st Battlecruiser Squadron et le reste du 2nd Cruiser Squadron, a fait une visite au port de Brest, en France.
En octobre 1914, le navire patrouillait au large des côtes norvégiennes et a presque intercepté le croiseur marchand armé SS Berlin à plusieurs reprises. Lors d'un balayage dans la baie Heligoland le 26 novembre, il a été bombardé en vain par un avion allemand. Il a commencé un réaménagement peu de temps après qui a duré jusqu'au 24 janvier 1915. Le Shannon était présent à Cromarty Firth lorsque le magazine du Natal explosa le 30 décembre 1915 et que son équipage tenta de sauver les survivants de Natal. Le navire a reçu un canon antiaérien (AA) QF de 12 livres (trois pouces) de 12 cwt et un Canon AA QF de 3 livres (47 mm en 1915–16. Le canon de 12 livres était monté sur la superstructure arrière et le 3 livres sur le pont arrière à l'extrême arrière. Quelque temps après, un système de contrôle de tir a été installé avec un directeur monté sur une plate-forme montée sur le mât avant.
Pendant la bataille du Jutland le 31 mai 1916, il était du côté non engagé de la flotte et n'a pas tiré du tout avec ses canons de 9,2 ou 7,5 pouces pendant la bataille. Le navire a passé plusieurs jours après la bataille à rechercher des survivants de son sister-ship Defence et d'autres navires coulés. Avant la fin de la guerre, le canon AA de 12 livres monté sur la superstructure arrière a été déplacé sur le toit de la tourelle avant de 9,2 pouces. Le Shannon a été payé le 2 mai 1919 et est devenu un navire d'hébergement jusqu'à ce qu'il soit vendu pour rupture le 12 décembre 1922.

## Commandants notables
- Charles Douglas Carpendale, 1912 à 1914 [12]